# サクサクヒムヒム ☆推しの降る夜☆
『サクサクヒムヒム ☆推しの降る夜☆』（サクサクヒムヒム ☆おしのふるよる☆）は、日本テレビで2025年4月5日から放送されているトークバラエティ番組。Snow Manの佐久間大介とバナナマンの日村勇紀の冠番組である。
レギュラー化以前にも2024年9月6日から単発特番として不定期放送されていた。

## 概要
普段からあらゆることに興味のあるMC2人が、“いま日本中で推されているモノ”がなぜそこまで推されているのかを自由に調べて、聞いて、時には脱線しながら世界中のあらゆる“推し”の魅力を学ぶ“推しトークバラエティ”。“推し”を知るために推しの世界の魅力を教える“推しつじさん”も登場する。

## 出演者

### MC
- 佐久間大介（Snow Man）
- 日村勇紀（バナナマン）

## 放送リスト

### パイロット版
| 回数 | 放送日        | 放送時間      | テーマ                | 推しつじさん                             |
| ---- | ------------- | ------------- | --------------------- | ---------------------------------------- |
| 1    | 2024年9月6日  | 0:30 - 0:59   | おぱんちゅうさぎ      | 降幡愛                                   |
| 2    | 2024年9月13日 | 0:45 - 1:14   | ストリートファイター6 | ハメコ。                                 |
| 3    | 2025年1月18日 | 15:00 - 15:30 | 雨穴                  | 鈴木夢乃、かまど（雨穴のライターの先輩） |
| 4    | 2025年1月25日 | 15:00 - 15:30 | しなこ                | 梶原叶渚、りーちむ                       |

### レギュラー版
| 回数 | 放送日                         | テーマ                   | 推しつじさん                                                               |
| ---- | ------------------------------ | ------------------------ | -------------------------------------------------------------------------- |
| 1    | 2025年4月5日                   | 和山やま                 | 菅良太郎（パンサー）、こより（古参ファン）                                 |
| 2    | 2025年4月12日                  | 麻辣湯                   | ねお、かに（事務職）                                                       |
| 3    | 2025年4月19日                  | マネスキン               | ヨシオ・アントニオ・イワサ（イタリア音楽ジャーナリスト）、富士松（書道家） |
| 4    | 2025年4月26日                  | パンどろぼう             | 山本美月、もとじい（考察記事を書くファン）、あかり（もとじいの子ども）     |
| 5    | 2025年5月3日                   | アオアシ                 | 中村憲剛、ゆうみ（BAR店員）                                                |
| 6    | 2025年5月10日                  | ラーメン二郎             | ジロリアン陸、近藤さん （コピーライター）                                  |
| 7    | 2025年5月17日                  | サモエド                 | 田口さん、浮所飛貴 （ACEes）                                               |
| 8    | 2025年5月24日                  | 平成女児カルチャー       | Tajimax（ライター）、まーちゃろ （平成女児クリエイター）                   |
| 9    | 2025年5月31日                  | シルバニアファミリー     | ほづみ（公式アンバサダー）、宇垣美里                                       |
| 10   | 2025年6月7日                   | リロ・アンド・スティッチ | 鈴音（スティッチのファン）、安納蒼衣（僕が見たかった青空）                 |
| 11   | 2025年6月14日                  | ベアブリック             | teru（不動産業）、わたなべ（自営業）                                       |
| 12   | 2025年6月21日                  | 韓国コンビニ             | SUZU（ME:I）、RINON（ME:I）                                                |
| 13   | 2025年6月28日                  | 小田切ヒロ               | OLちゃん（美容オタク）、よし（35歳の学校の先生）                           |
| 14   | 2025年7月5日                   | Naokiman                 | 佐野玲於（GENERATIONS）、くろぽんず                                        |
| 15   | 2025年7月12日 （23:40 - 0:05） | マインクラフト           | タツナミシュウイチ （東京大学大学院客員研究員/常葉大学客員教授）、ドズル   |
| 16   | 2025年7月19日                  | 隅田川花火大会           | 高橋さん、東貴博（東MAX）                                                  |
| 17   | 2025年7月26日                  | 味仙                     | 水野勝（BOYS AND MEN元リーダー）、井出隊長（ラーメンライター）             |
| 18   | 2025年8月2日                   | 伊藤潤二                 | MANA（ECサイト運営）、長谷川（ヴィレッジヴァンガード下北沢店副店長）       |
| 19   | 2025年8月9日                   | 刃牙シリーズ             | えなこ （プロコスプレイヤー）、もこ                                        |
| 20   | 2025年8月16日                  | HANA                     | 大島美幸（森三中）、潮田玲子                                               |
| 21   | 2025年8月23日                  | 快活CLUB                 |                                                                            |

## ネット局
- 前番組『千鳥かまいたちアワー』と同様、全編ローカルセールス枠であるため、日本テレビ以外の通常時同時ネットとする局であっても、編成の都合で臨時に遅れネットまたは臨時非ネットに変更する場合がある一方で、通常時遅れネットとする局が臨時に同時ネットで放送する場合がある。

| 放送対象地域   | 放送局                    | 系列                                         | 放送日時                     | ネット状況 | 備考     |
| -------------- | ------------------------- | -------------------------------------------- | ---------------------------- | ---------- | -------- |
| 関東広域圏     | 日本テレビ（NTV）         | 日本テレビ系列                               | 土曜 23:30 - 23:55           | 制作局     | 制作局   |
| 北海道         | 札幌テレビ（STV）         | 日本テレビ系列                               | 土曜 23:30 - 23:55           | 同時ネット |          |
| 青森県         | 青森放送（RAB）           | 日本テレビ系列                               | 土曜 23:30 - 23:55           | 同時ネット |          |
| 岩手県         | テレビ岩手（TVI）         | 日本テレビ系列                               | 土曜 23:30 - 23:55           | 同時ネット |          |
| 宮城県         | ミヤギテレビ（MMT）       | 日本テレビ系列                               | 土曜 23:30 - 23:55           | 同時ネット |          |
| 秋田県         | 秋田放送（ABS）           | 日本テレビ系列                               | 土曜 23:30 - 23:55           | 同時ネット |          |
| 山形県         | 山形放送（YBC）           | 日本テレビ系列                               | 土曜 23:30 - 23:55           | 同時ネット |          |
| 福島県         | 福島中央テレビ（FCT）     | 日本テレビ系列                               | 土曜 23:30 - 23:55           | 同時ネット |          |
| 山梨県         | 山梨放送（YBS）           | 日本テレビ系列                               | 土曜 23:30 - 23:55           | 同時ネット |          |
| 新潟県         | テレビ新潟（TeNY）        | 日本テレビ系列                               | 土曜 23:30 - 23:55           | 同時ネット |          |
| 長野県         | テレビ信州（TSB）         | 日本テレビ系列                               | 土曜 23:30 - 23:55           | 同時ネット |          |
| 静岡県         | 静岡第一テレビ（SDT）     | 日本テレビ系列                               | 土曜 23:30 - 23:55           | 同時ネット |          |
| 富山県         | 北日本放送（KNB）         | 日本テレビ系列                               | 土曜 23:30 - 23:55           | 同時ネット |          |
| 石川県         | テレビ金沢（KTK）         | 日本テレビ系列                               | 土曜 23:30 - 23:55           | 同時ネット |          |
| 福井県         | 福井放送（FBC）           | 日本テレビ系列                               | 土曜 23:30 - 23:55           | 同時ネット |          |
| 中京広域圏     | 中京テレビ（CTV）         | 日本テレビ系列                               | 土曜 23:30 - 23:55           | 同時ネット |          |
| 近畿広域圏     | 読売テレビ（ytv）         | 日本テレビ系列                               | 土曜 23:30 - 23:55           | 同時ネット |          |
| 鳥取県・島根県 | 日本海テレビ（NKT）       | 日本テレビ系列                               | 土曜 23:30 - 23:55           | 同時ネット |          |
| 広島県         | 広島テレビ（HTV）         | 日本テレビ系列                               | 土曜 23:30 - 23:55           | 同時ネット |          |
| 山口県         | 山口放送（KRY）           | 日本テレビ系列                               | 土曜 23:30 - 23:55           | 同時ネット |          |
| 徳島県         | 四国放送（JRT）           | 日本テレビ系列                               | 土曜 23:30 - 23:55           | 同時ネット |          |
| 香川県・岡山県 | 西日本放送（RNC）         | 日本テレビ系列                               | 土曜 23:30 - 23:55           | 同時ネット |          |
| 愛媛県         | 南海放送（RNB）           | 日本テレビ系列                               | 土曜 23:30 - 23:55           | 同時ネット |          |
| 高知県         | 高知放送（RKC）           | 日本テレビ系列                               | 土曜 23:30 - 23:55           | 同時ネット |          |
| 福岡県         | 福岡放送（FBS）           | 日本テレビ系列                               | 土曜 23:30 - 23:55           | 同時ネット |          |
| 熊本県         | くまもと県民テレビ（KKT） | 日本テレビ系列                               | 土曜 23:30 - 23:55           | 同時ネット |          |
| 鹿児島県       | 鹿児島読売テレビ（KYT）   | 日本テレビ系列                               | 土曜 23:30 - 23:55           | 同時ネット |          |
| 大分県         | テレビ大分（TOS）         | 日本テレビ系列 フジテレビ系列                | 土曜 23:30 - 23:55           | 同時ネット |          |
| 長崎県         | 長崎国際テレビ（NIB）     | 日本テレビ系列                               | 金曜 0:59 - 1:29（木曜深夜） | 遅れネット | [ 注 1 ] |
| 宮崎県         | テレビ宮崎（UMK）         | フジテレビ系列 日本テレビ系列 テレビ朝日系列 | 不定期放送                   | 遅れネット |          |

## スタッフ
●=レギュラー版から
- 企画・プロデューサー - 柏原萌人（#1-）
- 演出 - 田村幸大（#1-）
- 構成 - 町田直也（#1-）、下平文子（●）
- ナレーター - 古賀葵（#3-）
- ディレクター - 内田雅行（CRANKY、#1-）、小木曽克典（#1-3、●）、伊藤雄太（●）、太田みどり（●）、早田翔（#4-）、遠藤卓哉（フォーミュレーションI.T.S.、#4-）、石和田英明（●）/熊谷夏芽（#3-）、吉田結衣（●）、大谷稔貴（●）、牧野友亮（●）、永椎大輝（●）、髙田怜奈（●）、小林真弥（●）、前田優花（●）【週替り】
- プロデューサー - 大納啓汰（●）、山本希恵（デージカンパニー、#1-）、北詰由賀（THE WORKS、●）【毎週】、大野舞（#3-）、佐藤優里（●）、藤田典子（#1-）【週替り】
- アドバイザー - 川平秀二（デージカンパニー、#1-）
- SW - 三井隆裕（●）、渡邉滋雄（#3,4、●）
- CAM - 星合陽介、中村佳央（共に●）、西阪康史（#3-）【週替り】
- 音声 - 越村朱音（#3-）
- 照明 - 高橋明宏、藤山真緒（共に●）
- VE - 吉﨑慶、三崎美貴、古手川大、北岡大輔（共に●）【週替り】
- 美術プロデューサー - 上田貴博（#1-）
- 美術デザイナー - 熊崎真知子、佐藤香穂里（共に#1-）
- 技術協力 - NiTRO（#1-）、ヌーベルアージュ（#3-）
- 美術協力 - 日テレアート（#1-）
- 編集 - 本田修士（#1-）、太田健二（●、不定期）、DG Studio（●、#1-4は技術協力）
- MA - 多勢捺映（●）
- 音効 - 上島光央（#1-）
- TK - 南田めぐみ（#3-）
- CGタイトル - VQ HOUSE（#1-）
- デスク - 宮沢薫（#1-）
- リサーチ - CRAFT LAB（#1-）
- ラインプロデューサー - 本多日花理（●、#1-4はプロデューサー）
- SNS企画・制作 - 小山雄基、小林知大（小林→●、不定期） AMY inc.（共に#1-）
- 制作プロダクション - デージカンパニー（#1-）、THE WORKS（●）
- チーフプロデューサー - 矢野尚子（#3-）
- 製作著作 - 日本テレビ

### 過去のスタッフ
- ナレーター - 上田麗奈（#1,2）
- ディレクター - 武木田一馬（WAONZ、#1,2）/石塚優希、馬場ももか（共に#1,2）、藤野隼哉、堤咲子（共に#3,4）
- プロデューサー - 瀬川安恵（#1,2）
- CAM - 海野亮、鈴木美紀（共に#1,2）
- 音声 - 中越興士郎（#1,2）
- 照明 - 宮良直彦（#1,2）、藤山真緒（#3,4）
- VE - 宮崎要裕（#1,2）、山口考志（#3,4）
- MA - 大田将一（#1）、青木雅春（#2）、杉山勉（#3,4）
- SNS企画・制作 - 高尾苑子（#1-2025年5月）
- チーフプロデューサー - 大橋邦世（#1,2）